# Azuela

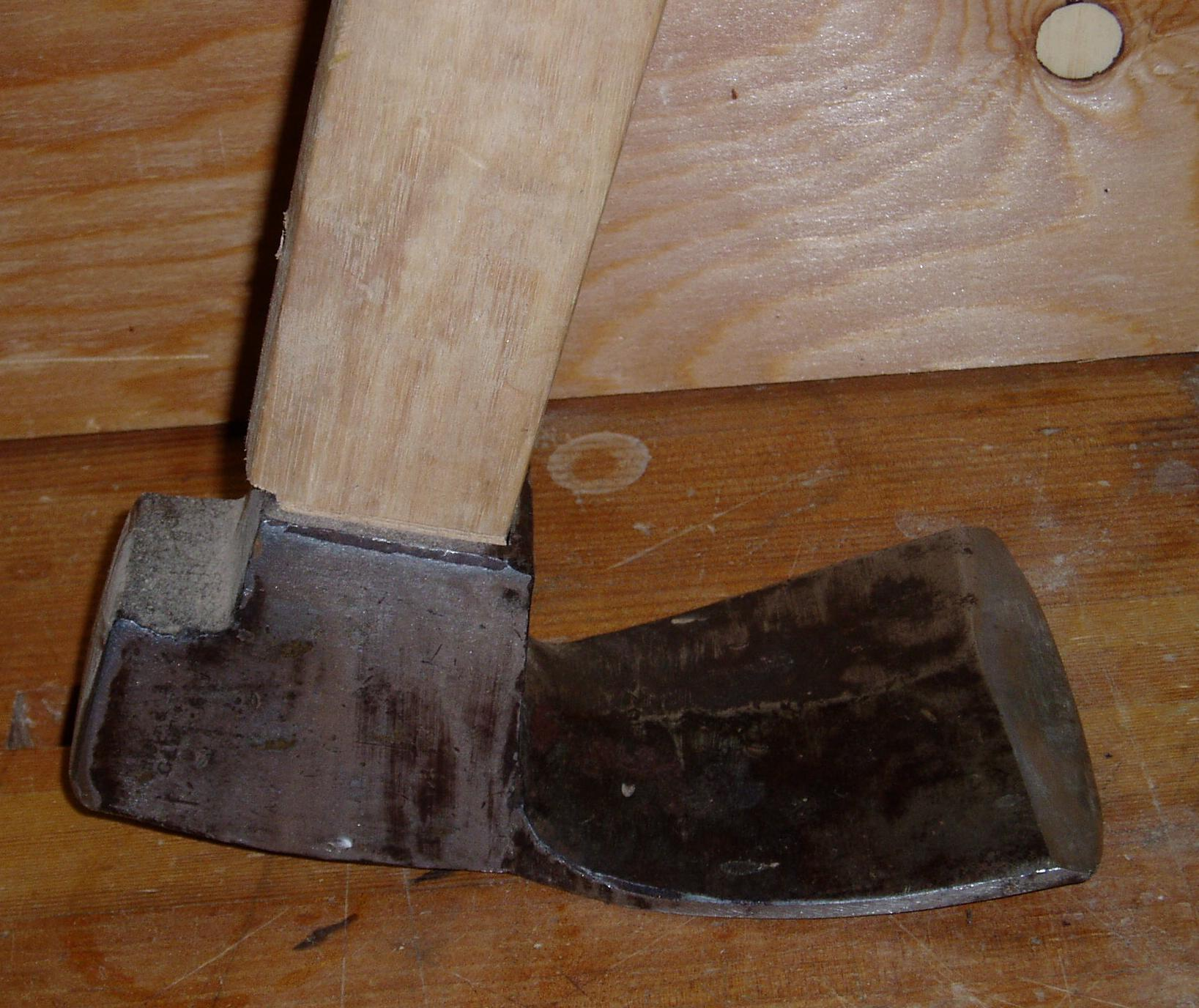
Azuela.

La azuela o zuela es una herramienta para trabajar la madera. Se trata de un tipo de hacha de mango corto y con la hoja dispuesta perpendicular a dicho mango. Sirve para desbastar, labrar, alisar, ahuecar, amoldar formas torneadas y esculpir tallas de madera.
Se distinguen los siguientes tipos de azuela:
| Tipo                | Descripción |
| ------------------- | --- |
| Azuela curva        | la de mano, que se emplea para desbastar pinas de rueda, duelas y demás piezas curvadas. Tiene la hoja curva, con el filo de corte achaflanado de fuera a dentro.                                                                         |
| Azuela de dos manos | la empleada por los carpinteros de ribera que tiene por lo general el hierro plano; posee en el otro extremo una pequeña cuchilla para quitar nudos.                                                                                      |
| Azuela de mano      | la compuesta de un asta corta, con hoja ancha y muy afilada. Puede ser curva o recta y es usada por carpinteros o agricultores, armeros, torneros, toneleros, etc. Las más comúnmente empleadas tienen la hoja de hierro en forma de «s». |

## En el Antiguo Egipto

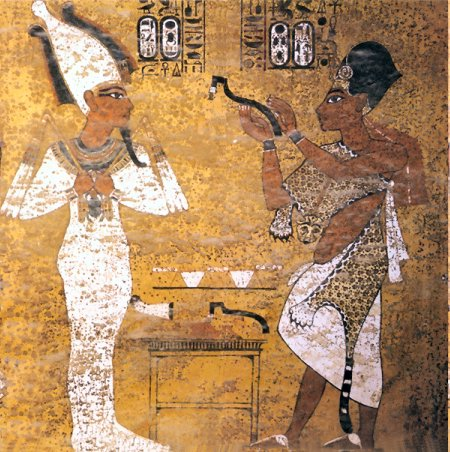
Azuela en la ceremonia de la apertura de la boca.

Se encuentran azuelas en el Antiguo Egipto desde el Imperio Antiguo. Originalmente, la hoja de la azuela se hacía de piedra, pero ya en el Período Predinástico, existían azuelas de cobre que sustituyeron a las de pedernal. Mientras que las hojas de piedra estaban atadas al mango de madera, las hojas de metal se encajaban directamente en el mango. 
En la lista de Gardiner, en el subgrupo "U", aparecen las representaciones de azuelas en jeroglífico.
| U19 |

| U19 |

| U20 |

| U20 |

| U21 |

| U21 |

El ahnetjer (Manual de Codage, transliteración: aH-nTr) se muestra como un instrumento de tipo azuela, que fue utilizado en la ceremonia de la apertura de la boca, con la intención de transmitir el poder sobre sus sentidos a las estatuas y momias, facultades por las que se manifiesta la vida. Al parecer era la pata delantera de un buey o toro recientemente sacrificado con la que se tocaba la boca.
La azuela como instrumento ceremonial derivaba de la herramienta de trabajo utilizada por picapedreros o carpinteros, aunque algunos estudiosos piensan que podría provenir del instrumento utilizado para cortar el cordón umbilical del recién nacido.